# برنامه پاداش برای عدالت
برنامه پاداش برای عدالت یک بستر ضد تروریستی و ضد جاسوسی است که توسط سرویس امنیت دیپلماتیک وزارت امور خارجه آمریکا اداره می‌شود. برنامه پاداش برای عدالت به دنبال اطلاعاتی است که منجر به دستگیری یا شناسایی مکان جاسوس‌ها و تروریست‌ها و یا افراد خطرناک (زندانیان فراری یا...) که عامل خطر بوده یا خواهند بود می‌شود. برنامه پاداش برای عدالت بیش از ۲۵۰ میلیون دلار به ۱۲۵ نفر برای خبرچینی اطلاعاتی پرداخت کرده است که از حملات تروریستی بین‌المللی جلوگیری کرده یا به اجرا شدن عدالت برای کسانی که در اقدامات قبلی دست داشته‌اند کمک کرده است.

## فهرست بعضی از افراد
| آیکون خرد | این یک مقالهٔ خرد است. می‌توانید با گسترش آن به ویکی‌پدیا کمک کنید. |